# Willem Karel du Croix

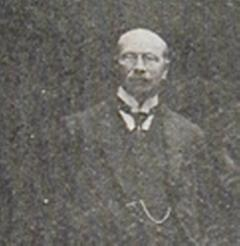
Ir. W.K. du Croix (1861-1934)

Willem Karel du Croix  (Alkmaar, 31 oktober 1861 - Leiden, 29 januari 1934) was een Nederlands waterbouwkundig ingenieur.

## Begin van zijn loopbaan
Hij ging naar de HBS in zijn geboorteplaats, waar hij op 31 juli 1878 het diploma haalde. Daarna ging hij naarde Polytechnische School te Delft. In 1887 werd hij als aspirant geplaatst bij de 2e directie van Rijkswaterstaat in Den Haag. Zoals gebruikelijk werd hij in het begin va zijn loopbaan regelmatig overgeplaatst. 1888 Vreeswijk,in 1889 krijgt hij de gelegenheid om een dienstreis te maken naar Noord Duitsland en Denemarken om kennis te vergaren over stoomboten. Hierover heeft hij een heel uitgebreid verslag geschreven in het tijdschrift van het KIvI.
in 1891 overgeplaatst naar Goes om problemen bij de schutsluis aldaar op te lossen.

## IJmuiden
in 1892 gaat hij naar IJmuiden voor de bouw van de sluizen, daar blijft hij vrij lang, hij was verantwoordelijk voor de bouw van de Middensluis in IJmuiden. Hij schreef hier ook een artikel over. In 1893 gaat hij weer op studiereis naar Noord Duitsland,  nu voor de vissershavens.  In 1895 wordt hij ingenieur 2e klasse en het jaar daarop wordt hij verantwoordelijk voor het Noordzeekanaal. In 1898 volgt weer een buitenlandse reis. Dit keer met ir. Willem Frederik Stoel, ook over veerponten 

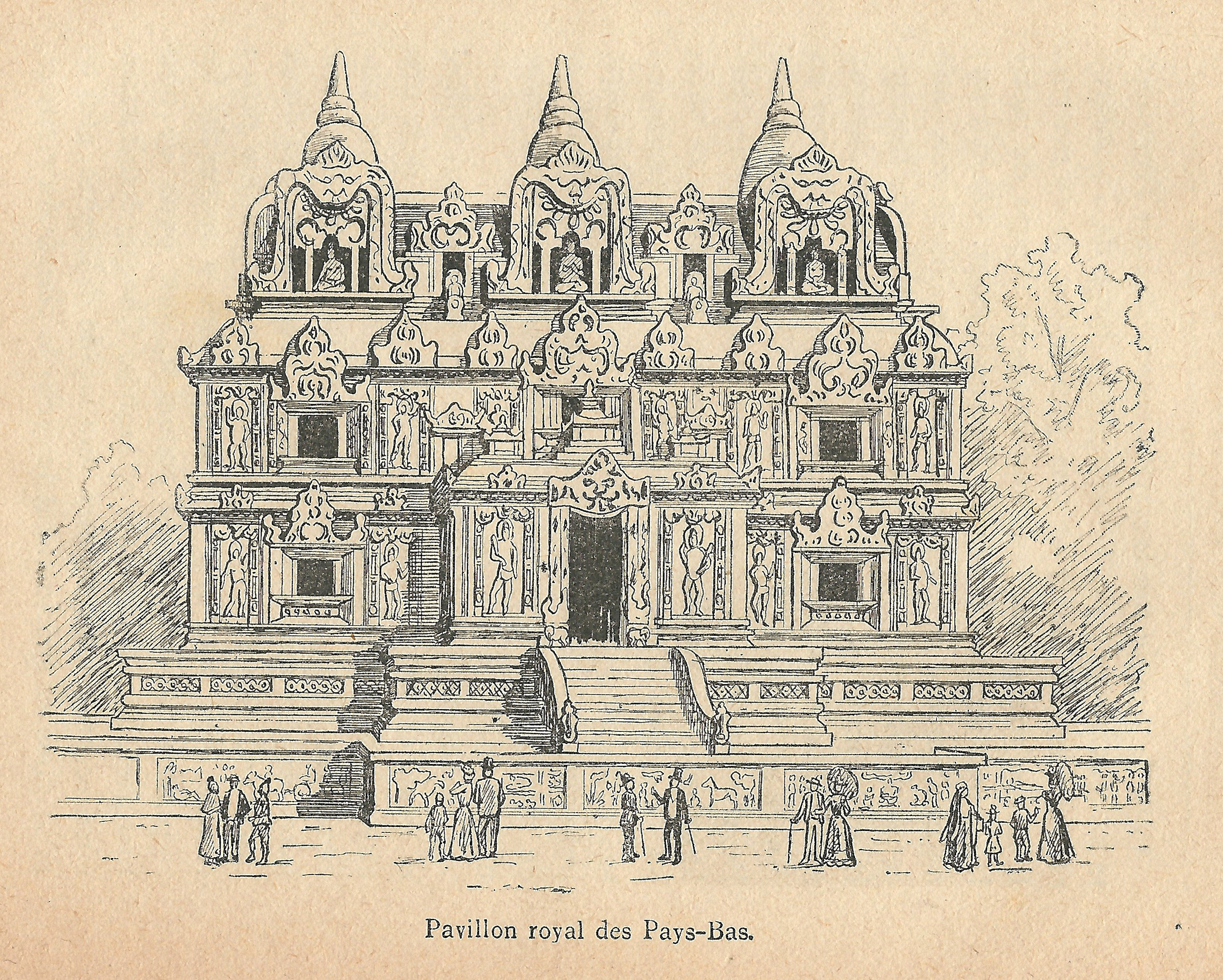
Expo 1900 Nederlands paviljoen.

In 1900 is in Parijs de wereldtentoonstelling, waar ook Nederland een paviljoen heeft. Du Croix gaat hier naar toe om Nederland en Rijkswaterstaat te promoten. Daarna wordt hij overgeplaatst naar Assen (1901), en komt dan in de commissie die de eisen voor aspirant ingenieurs met vastleggen. Hij wordt daar secretaris van en het jaar daarop lid van de examencommissie voor opzichters. In 1903 is er een brede gratificatieronde voor Rijkswaterstaatambtenaren, en ook Du Croix krijgt zo’n gratificatie. In 1905 wordt hij bevorderd tot ingenieur 1e klasse. In 1906 wordt zijn standplaats Breda. Eind 1910 is er weer een wereldtentoonstelling, nu in Brussel. In 1912 krijgt hij daarvoor een eervolle vermelding (samen met nog zo’n 50 Nederlanders).

## Hoofdingenieur
Hij doet zijn werk daar blijkbaar goed, want in 1911 volgt al zijn benoeming tot hoofdingenieur.
in 1912 gaat hij als hoofdingenieur naar Maastricht en komt in de Arbitrageraad voor het bouwbedrijf. In zijn periode in Maastricht komt hij in de commissie die de scheepvaart op de Grensmaas regelt en de werken voor de Maaskanalisatie. Hiervoor wordt hij door de Belgen beloond met een commandeurschap in de orde van Leopold II.

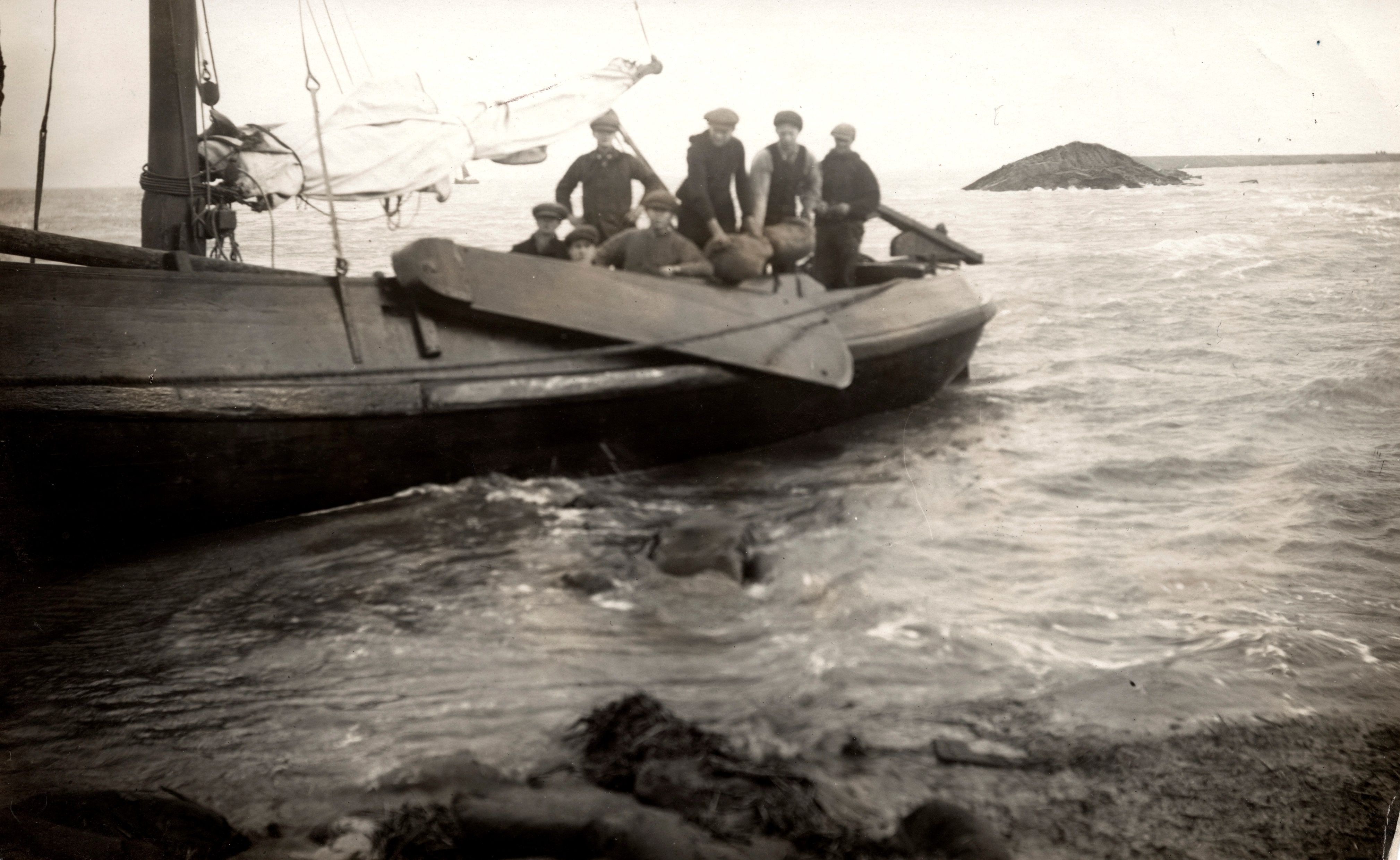
dijkdoorbraak bij Anna Paulowna in 1916

in 1914 wordt hij hoofdingenieur 1e klasse, waarna hij overgeplaatst wordt naar Haarlem.In 1916 is er een overstroming die onder andre de Anna Paulownapolder blank zet.  De Amsteldijk was doorgebroken, aangezien dit een rijkszeewering was moest het herstel ook door Rijkswaterstaat geregeld worden. Hier heeft De Croix een belangrijke rol bij gespeeld.
In 1917 wordt hij lid van de  Commissie van Advies in zake verbetering van de scheepvaartweg van Amsterdam naar de Lek (dus het Amsterdam-Rijnkanaal als verbetering van het Merwedekanaal), maar er wordt geen besluit genomen.
Eind 1918 wordt hij hoofdingenieur-directeur in Gelderland en Overijssel, en in maart 1819 inspecteur van de Rijkswaterstaat. En vanaf 1920 is hij lid van de Nederlandse delegatie bij PIANC.

## Erkenning en eerbewijzen
In 1909 wordt hij officier in de orde van Oranje-Nassau, in 1921 ridder in de orde van de Nederlandse Leeuw. Daarnaast was hij commandeur in de orde van Leopold II. Hij was ook actief in het Koninklijk Instituut van Ingenieurs; hij heeft veel excursies voor leden georganiseerd. Vaak was daar ook een sociaal programma bij waarvoor een "feestcommissie" benoemd werd. Du Croix was heel vaak lid van die commissie.
Op 1 mei 1928 ging hij met pensioen.

## Privé
Hij was een zoon van Willem Frederik du Croix, de stadsarchitect van Alkmaar, en Maria Stikkel. Hij trouwde op 18 juni 1894 in Alkmaar met Geertruida Cornelia Bosman.